# European Open 2024
European Open 2024 byl tenisový turnaj na mužském profesionálním okruhu ATP Tour, hraný v Lotto Aréně. Devátý ročník European Open probíhal mezi 14. a 20. říjnem 2024 v belgických Antverpách na dvorcích s tvrdým povrchem GreenSet.
Turnaj dotovaný 767 455 eury patřil do kategorie ATP Tour 250. Nejvýše nasazeným singlistou se stal devátý tenista světa Alex de Minaur z Austrálie, kterého ve čtvrtfinále vyřadil Francouz Hugo Gaston. Jako poslední přímý účastník do dvouhry nastoupil maďarský 85. hráč žebříčku Márton Fucsovics. V důsledku invaze Ruska na Ukrajinu na konci února 2022 řídící organizace tenisu ATP, WTA a ITF s grandslamy rozhodly, že ruští a běloruští tenisté mohli dále na okruzích startovat, ale do odvolání nikoli pod vlajkami Ruska a Běloruska.
Dvanáctý singlový titul na okruhu ATP Tour vybojoval 36letý Španěl Roberto Bautista Agut, který se stal nejstarším antverpským šampionem a druhým nejstarším v roce 2024 po 37letém Djokovićovi. Na žebříčku se po ročním výpadku vrátil do Top 50. Čtyřhru ovládli Rakušané Alexander Erler s Lucasem Miedlerem, kteří získali šestou společnou trofej.

## Rozdělení bodů a finančních odměn

### Rozdělení bodů
| Soutěž  | Soutěž      | vítězové | finalisté | semifinalisté | čtvrtfinalisté | 16 v kole | 28 v kole | Q  | Q2 | Q1 |
| ------- | ----------- | -------- | --------- | ------------- | -------------- | --------- | --------- | -- | -- | -- |
| dvouhra | [ 3 ] [ 7 ] | 250      | 165       | 100           | 50             | 25        | 0         | 13 | 7  | 0  |
| čtyřhra | [ 8 ]       | 250      | 150       | 90            | 45             | 0         | —         | —  | —  | —  |

Vysvětlivky
1. ↑  Nasazení s volným losem do druhého kola neobdrželi v případě prohry žádné body.'"`UNIQ--ref-0000001B-QINU`"'

### Finanční odměny
| Soutěž                                | Soutěž      | vítězové  | finalisté | semifinalisté | čtvrtfinalisté | 16 v kole | 28 v kole | Q2      | Q1      |
| ------------------------------------- | ----------- | --------- | --------- | ------------- | -------------- | --------- | --------- | ------- | ------- |
| dvouhra                               | [ 3 ] [ 7 ] | 104 985 € | 61 235 €  | 36 000 €      | 20 860 €       | 12 110 €  | 7 400 €   | 3 700 € | 2 020 € |
| čtyřhra                               | [ 8 ]       | 36 470 €  | 19 510 €  | 11 440 €      | 6 390 €        | 3 770 €   | —         | —       | —       |
| částky ve čtyřhře jsou uvedeny na pár |             |           |           |               |                |           |           |         |         |

## Dvouhra

### Nasazení
| Stát                         | Hráč                    | ATP | Nasazení |
| ---------------------------- | ----------------------- | --- | -------- |
| Austrálie                    | Alex de Minaur          | 11. | 1.       |
| Řecko                        | Stefanos Tsitsipas      | 12. | 2.       |
| Kanada                       | Félix Auger-Aliassime   | 21. | 3.       |
| Argentina                    | Sebastián Báez          | 26. | 4.       |
| Česko                        | Jiří Lehečka            | 34. | 5.       |
| Argentina                    | Tomás Martín Etcheverry | 37. | 6.       |
| Argentina                    | Mariano Navone          | 38. | 7.       |
| USA                          | Marcos Giron            | 47. | 8.       |
| Žebříček ATP k 30. září 2024 |                         |     |          |

### Jiné formy účasti na turnaji
Následující hráči obdrželi divokou kartu do dvouhry:
- Alexander Blockx
- Raphaël Collignon
- Richard Gasquet

Následující hráč do dvouhry nastoupil jako dodatečně přihlášený:
- Alex de Minaur

Následující hráči postoupili z kvalifikace:
- Thiago Seyboth Wild
- Alexej Vatutin
- Gilles Arnaud Bailly
- Luca Van Assche

### Odhlášení
před začátkem turnaje
- Nuno Borges → nahradil jej  Márton Fucsovics
- Jakub Menšík → nahradil jej  Thiago Monteiro
- Šang Ťün-čcheng → nahradil jej  Jaume Munar
- Jordan Thompson → nahradil jej  Daniel Altmaier

## Čtyřhra

### Nasazení
| Stát                                                                     | Hráč              | Stát    | Hráč                   | ATP | Nasazení |
| ------------------------------------------------------------------------ | ----------------- | ------- | ---------------------- | --- | -------- |
| Německo                                                                  | Kevin Krawietz    | Německo | Tim Pütz               | 26. | 1.       |
| Mexiko                                                                   | Santiago González | Francie | Édouard Roger-Vasselin | 47. | 2.       |
| Belgie                                                                   | Sander Gillé      | Belgie  | Joran Vliegen          | 66  | 3        |
| Chorvatsko                                                               | Ivan Dodig        | Česko   | Adam Pavlásek          | 73  | 4        |
| Žebříček ATP k 30. září 2024; číslo je součtem postavení obou členů páru |                   |         |                        |     |          |

### Jiné formy účasti
Následující páry obdržely divokou kartu do hlavní soutěže:
- Alexander Blockx /  Raphaël Collignon
- Michael Geerts /  Yannick Hanfmann

### Odhlášení
před začátkem turnaje
- Robin Haase /  Botic van de Zandschulp → nahradili je  Robin Haase /  David Pel

## Přehled finále

### Mužská dvouhra
- Roberto Bautista Agut vs.  Jiří Lehečka, 7–5, 6–1

### Mužská čtyřhra
- Alexander Erler /  Lucas Miedler vs.  Robert Galloway /  Oleksandr Nedověsov, 6–4, 1–6, [10–8]